# Оденвальдский диалект
Оденвальдский диалект (нем. Odenwäldisch), также известный как баденско-франкский (Badisch-Fränkisch), — немецкий диалект рейнско-франкской группы, который распространён на юго-востоке Оденвальда и в Бауланде. В Баден-Вюртемберге встречается в городах Мосбах, Мудау, Бухен, Вальдюрн, Хардхайм; в Баварии встречается около Аморбаха и Мильтенберга. На западе баденского Оденвальда распространён курпфальцский диалект, в гессенском Оденвальде — оденвальдерский.

## Лексика
| Немецкий                    | Оденвальдский |
| --------------------------- | ------------- |
| Huhn                        | Hingele       |
| Hahn                        | Goiger        |
| Süßgebäck                   | Mörbs         |
| Wäschewanne oder Gartenkorb | Manne         |
| neulich/vor ein paar Tagen  | hindach       |
| Maulwurf                    | Molwet        |